# 舞昆のこうはら
株式会社舞昆のこうはら（まいこんのこうはら）は、大阪府大阪市住之江区に本社を置く塩昆布製造業者。酵母で仕込んだ塩昆布「舞昆」（まいこん）で知られる。
2010年、法人名を「株式会社こうはら本店」から「株式会社舞昆のこうはら」に変更した。

## 概要
塩昆布をはじめとした佃煮類を製造し、自社で販売するという方式で展開している。
2004年、大阪府立大学との共同研究により発酵昆布「舞昆」を製品化させた。当時専務だった鴻原森蔵は独自に発酵塩昆布を開発していたが、安定的な量産が難しく、そのため、産官学連携イベントで出会った発酵技術に詳しい大阪府立大学の教授と共同研究を行うこととなった。この研究では大阪府の補助金を受けている。
また、当社を創業した鴻原家は、南北朝時代に淡路守護に任じられた細川師氏の子孫を称しており、その居城である養宜館の名を屋号に用いていた。
鴻原森蔵によると、ギネス・ワールド・レコーズ社に世界最高齢として認定された大川ミサヲは、当社の製品を50年以上食べ続けたという。

## 沿革
- 1961年（昭和36年） - 「こうはら本店」（門真店）として出店、創業[1][4]。創業者は鴻原正一[1][7]。
- 1989年（平成元年） - 「船場養宜館 昆布店」を開く[4]。以後、屋号に「養宜館」を付け、「株式会社こうはら本店養宜館」と称する（登記名は「株式会社こうはら本店」）[4]。
- 1995年（平成7年） -  東住吉区本社店（東住吉養宜館）出店[1][4]。
- 2010年（平成22年） - 鴻原森蔵が社長に就任し、社名を「株式会社舞昆のこうはら」に変更[1]。
- 2012年（平成24年） - 大阪市住之江区東加賀屋に新社屋を建設し移転[8]。
- 2017年（平成29年） - 大阪府交野市倉治にて北摂工場稼働[1]。
- 2021年（平成29年） - JR福島駅近くに新ブランド「食之錦 美和堂」を出店[9][10]。

## メディア出演
- 朝だ!生です旅サラダ　2016年2月27日（土）08:00～09:30　テレビ朝日
- ワールドビジネスサテライト　2015年7月27日（月）23:00～23:58　テレビ東京
- ジャンクSPORTS 2021年2月14日（日）19:00～20:00　フジテレビ
- 所さんの学校では教えてくれないそこんトコロ！2019年3月1日（金）20:54～22:48　テレビ東京
- 開運!なんでも鑑定団　2018年9月16日（日）12:54～14:00　テレビ東京
- ひるおび！　2017年4月17日（月）10:25～13:55　TBS
- 昼めし旅　 2017年3月22日（水）11:50～12:55　テレビ東京
- みのもんたの朝ズバッ！　2013年7月8日（月）05:30～08:30　TBS
- はなまるマーケット　2012年1月30日（月）08:30～09:55　TBS
- Oha！4 NEWS LIVE　2011年12月7日（水）04:00～05:50　日本テレビ
- 知っとこ！　2010年5月8日（土）07:30～09:25　TBS
- めざましテレビ　2018年7月12日（木）04:55～08:00　フジテレビ
- 林先生が驚く初耳学！　『ふしぎ発見』 2016年12月11日（日）22:00～22:54　TBS